# Cubanito 20.02
Cubanito 20.02 è un gruppo cubano di reggaeton, formato da:
- Javier Duran Webb (El Doctor)
- José Angel Sastre Pérez (El White)
- Haniel Martínez González (Fliper)
- Saoul

## Discografia

### Album
- 2004 - Soy Cubanito
- 2006 - Tocame

### Singoli
- Matame (2004)
- Pideme (2004)
- Soy Yo (2006)